# Leucosticte nemoricola
Leucosticte nemoricola là một loài chim trong họ Fringillidae.